# Phobetes petiolator
Phobetes petiolator là một loài tò vò trong họ Ichneumonidae.